# Hemiliterna
Hemiliterna är ett släkte av insekter. Hemiliterna ingår i familjen spottstritar.
Kladogram enligt Catalogue of Life:
| Hemiliterna | \| \| Hemiliterna amoena \| \| \| \| \| \| Hemiliterna nigrovittata \| \| \| \| \| \| Hemiliterna solomensis \| \| \| \| |
|             | \| \| Hemiliterna amoena \| \| \| \| \| \| Hemiliterna nigrovittata \| \| \| \| \| \| Hemiliterna solomensis \| \| \| \| |
|             | Hemiliterna amoena |
|             | |
|             | Hemiliterna nigrovittata                                                                                                 |
|             | |
|             | Hemiliterna solomensis                                                                                                   |
|             | |